# Randbogen
Der Begriff Randbogen bezeichnet die geometrische Form des äußeren Endes einer Tragfläche eines Flugzeugs. Häufig sind die roten und grünen Positionslichter in den Randbogen integriert.
Da die Formgebung der Flügelspitze Einfluss auf den induzierten Luftwiderstand hat, war der Randbogen in den 1970er Jahren für die Firma Dornier ein Ansatzpunkt bei der Optimierung der Aerodynamik von Tragflächen: Im Rahmen des Projektes Tragflügel neuer Technologie (TNT) entwickelte sie den TNT-Randbogen, der ab den 1980er Jahren in der Dornier 228 zum Einsatz kam und heute vielfach mit dem Begriff Randbogen identifiziert wird.